# 塔培亞

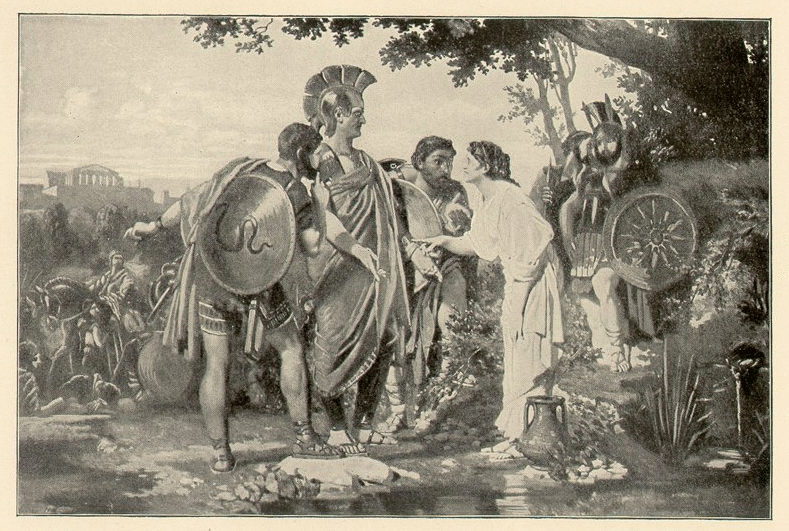
薩賓人引誘塔培亞背叛羅馬

塔培亞（Tarpeia）是古羅馬的被劫持的薩賓婦女傳說中，將軍史普留斯·塔培烏斯之女。
在羅馬人趁節慶搶奪薩賓族婦女後，薩賓人企圖攻打羅馬城。塔培亞貪圖薩賓人的黃金賄賂，打開城門放他們入城。但是塔培亞打開城門後，薩賓人用盾牌打死塔培亞。她是這場戰爭中唯一的犧牲者，因為當薩賓人與羅馬人即將開戰時，被羅馬人劫走的薩賓婦女，抱著她們與羅馬人生下的嬰兒前來阻止衝突發生，雙方最後握手言和。
薩賓人把塔培亞從一塊巨岩上扔下去，這塊巨岩被稱為塔培亞之岩（The Tarpeian Rock）。